# Krátošice
Krátošice település Csehországban, a Tábori járásban. Krátošice Košice, Tučapy, Skopytce és Choustník településekkel határos. Lakosainak száma 113 fő (2024. január 1.).

## Népesség
A település lakosságának változását az alábbi diagram mutatja:
| Lakosok száma | 235  | 210  | 210  | 154  | 115  | 96   | 97   | 103  | 109  | 113  |
|               | 1869 | 1900 | 1921 | 1961 | 1980 | 2011 | 2016 | 2019 | 2021 | 2024 |